# Беляков, Олег Геннадьевич
Оле́г Генна́дьевич Беляко́в (2 февраля 1972, Узбекская ССР) — советский и узбекский футболист, вратарь.
Воспитанник ДЮСШ клуба «Пахтакор».
За сборную Узбекистана выступал в 1995—2001 годах.

## Достижения
- Чемпион Узбекистана: 1996, 2004, 2008
- Серебряный призёр чемпионата Узбекистана: 1995, 2007
- Бронзовый призёр чемпионата Узбекистана: 1997, 1998, 1999
- Обладатель Кубка Узбекистана: 2008
- Финалист Кубка Узбекистана: 2007